# Yucca House National Monument

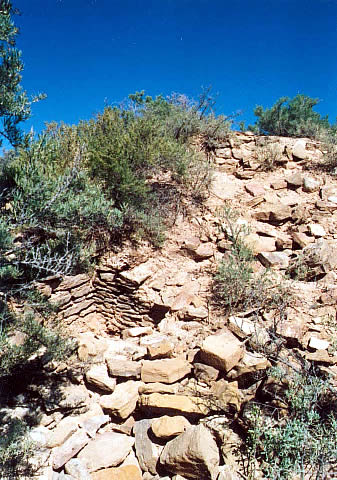
Vestiges dans le Yucca House National Monument.

Le Yucca House National Monument est un monument national américain situé dans le  Comté de Montezuma dans l'État du Colorado aux États-Unis.  Yucca House est un grand site archéologique relatif au peuple Anasazi.
Le président Woodrow Wilson proclama le site  monument national le 19 décembre 1919 après que le pays a reçu ce terrain de 3,8 hectares par donation privée le 2 juillet 1919.  Il fut un des nombreux monuments archéologiques à être protégé à cette époque en vue de pouvoir l’étudier correctement et non simplement dans le but d’en faire une destination touristique.
Faisant partie des zones historiques du National Park Service, le site fut officiellement ajouté à la liste du registre national des sites historiques le 15 octobre 1966. Il n’existait pas en 2007 d’infrastructures spécifiques pour accueillir des visiteurs dans le monument. Le site est géré par le personnel du Mesa Verde National Park bien que quelques personnes du National Park Service soient parfois sur le site.
Le site est situé entre les villes de Towaoc et de Cortez. Le site est accessible uniquement par un sentier pédestre difficile.
Le site est un des nombreux villages Anasazi situés dans la vallée de Montezuma. Il fut occupé de 900 à 1300. Étant à l’intersection de nombreux sentiers importants, il devint le centre régional principal devant les sites de Mud Springs et de Navajo Springs.  La zone environnante du site comprend des zones agricoles irriguées sauf en altitude où les terres sont trop arides.